# Abhijit Kunte
Abhijit Kunte, marathi: अभिजित कुंटे  (Pune, 3 marzo 1977), è uno scacchista indiano.
È diventato il 4° Grande Maestro dell'India nel 2000, all'età di 23 anni.

## Principali risultati
Due volte vincitore del Campionato indiano (nel 1997 e 2000).
Nel 2003 ha vinto il Campionato britannico ad Edimburgo.
Dal 1998 al 2004 ha rappresentato l'India in quattro Olimpiadi degli scacchi, realizzando complessivamente il 59,2% dei punti.
Ha partecipato al Campionato del mondo del 2000, che si è svolto a Nuova Delhi e Teheran con la formula dell'eliminazione diretta, ma ha perso il match del primo turno (1,5–2,5) contro Gilberto Milos.
Nella Coppa del Mondo 2007 a Chanty-Mansijsk ha perso nel primo turno contro Vadim Zvjagincev (1,5–2,5).

Nello stesso anno ha partecipato a Valley Forge alla 35ª edizione del World Open, realizzando 4,5 /7 (+3 –1 =3).
Abhijit Kunte ha vinto numerosi tornei (da solo o alla pari), tra cui: Calcutta 1998, Blackpool 2003, Calcutta 2004, Nuova Delhi 2005, Guelph 2005, Canadian Open di Kitchener 2006 e Mumbai 2008.
Nel 1998 gli è stato assegnato il "Shiv Chhatrapati Award", un premio sportivo conferito dal governo del Maharashtra.